# La Estrella, Veracruz
La Estrella är en ort i Mexiko.   Den ligger i kommunen Tihuatlán och delstaten Veracruz, i den sydöstra delen av landet, 210 km nordost om huvudstaden Mexico City. La Estrella ligger 64 meter över havet och antalet invånare är 247.
Terrängen runt La Estrella är platt åt sydost, men åt nordväst är den kuperad. La Estrella ligger nere i en dal. Runt La Estrella är det ganska tätbefolkat, med 166 invånare per kvadratkilometer. Närmaste större samhälle är Poza Rica de Hidalgo, 6,2 km nordost om La Estrella. Omgivningarna runt La Estrella är en mosaik av jordbruksmark och naturlig växtlighet.